# 広沢池
広沢池（ひろさわのいけ）は、京都市右京区嵯峨広沢町にある周囲1.3kmほどの池である。別名遍照寺池（へんしょうじのいけ）。
1969年（昭和44年）より歴史的風土特別保存地区の指定を受け、2010年（平成22年）には農林水産省のため池百選に選定された。また、日本三沢の一つにも数えられる。
かつては灌漑用として三十町歩の田圃を潤していたが、近年は鯉の養殖など養魚池として活用されている。西岸には池へ突き出るような形の小さな人工島「観音島」があり、橋が架けられている。島の内部には石像の千手観音が祭られ、先端には弁天堂もある。

## 歴史
平安時代中期の989年（永祚元年）、寛朝僧正が朝原山の麓に遍照寺を建立する際、本堂の南に庭池として造営したと伝えられ、これが別名（遍照寺池）の由来となっている。往時は観音堂、月見堂、釣殿、潜龍亭などがあり、月見の景勝地として、大宮人のみならず多くの人に親しまれてきた。また、嵯峨野一帯を開墾した秦氏が溜池として造ったとの異説もある。
池は遍照寺の衰退と共に廃れ、寛永期には中島（通称観音島）も消失したが、明治時代中頃に地元の有志らが往時をしのんで島を築造した。島内に安置された総高160cmの十一面千手観音石像は、もと音戸山（現、鳴滝音戸山町）山上にあった蓮華寺の石仏群中から明治年間より借り出されている一体で、現在蓮華寺 (京都市右京区)にある五体の如来座像と同じ願主・作者によるもの。
夕顔 (源氏物語)のモデルになったともいわれる大顔（おおかお＝具平親王の妾妻）が、10世紀の後半、月見の最中に池畔で急死する椿事があった。

## 歌・俳句
古来から観月の池として知られ、数々の歌に詠まれている。
- 古の人は汀に影絶えて 月のみ澄める広沢の池（源従三位頼政）
- やどしもつ月の光の大沢は いかにいつとも広沢の池（西行法師）
- あれにける宿とて月はかわらねど 昔の影はなほぞこひしき（薩摩守平忠度）
- 広沢の池の水草を吹きよせて 風よりはるる波の月影（後京極良経）
- 広沢の池に宿れる月影や 昔をてらす鏡なるらん（後鳥羽法皇）
- 名月や池をめぐりて夜もすがら（松尾芭蕉）[8]
- 都人見ぬ海山の面影も 月に浮べる広沢の池（賀茂真淵）
- 水涸れて池のひずみや後の月（与謝蕪村）
- 夜もすがら見る月影に浮草の 隈だにもなき広沢の池（本居宣長）

## 自然

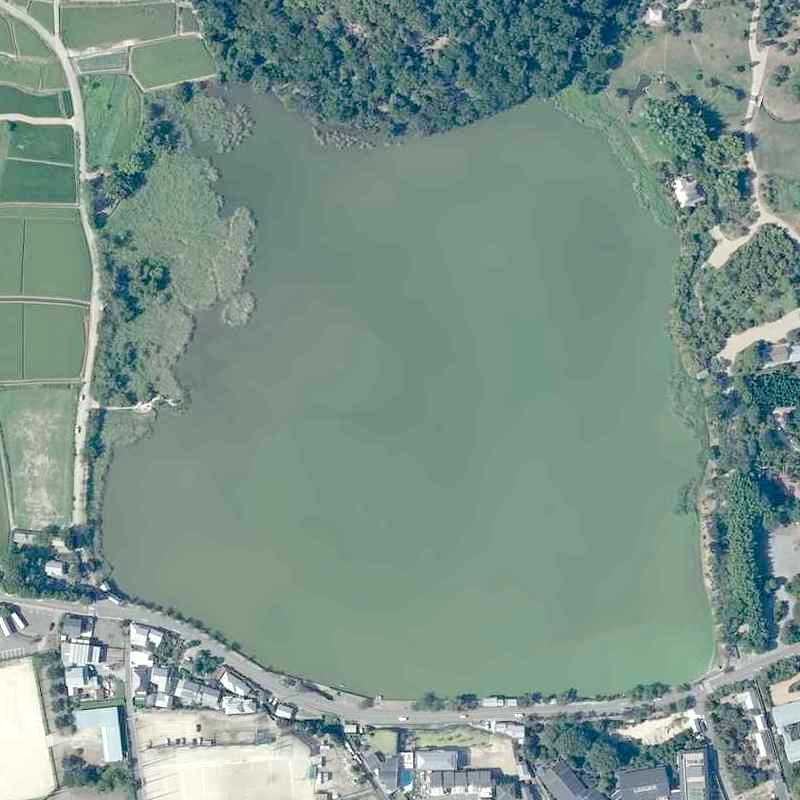
航空写真（2020年）

池畔にはサクラ、カエデ、ヤナギが植樹され、マガモ、ケリ等の鳥類やトンボも多くみられ、地元の小学校の「自然観察教室」や「写生教室」などにも利用されている。

## 周辺環境
- 大覚寺 - 池より西に約500メートル。大沢池(おおさわのいけ)がある。「嵯峨院跡大沢池庭園」として整備されている。
- 児神社 - 池の南西に鎮座。遍照寺開山の僧・寛朝に仕えた稚児を祀る。池裏町の氏神。広沢池碑がある。
- 遍照寺 - 池の南約300メートル。
- 遍照寺山 - 池の北約400メートル。
- 後宇多天皇陵 - 北へ約800メートル。
- 嵯峨野線（山陰本線）嵯峨嵐山駅 - 南西約1.5キロメートル。

## 風物詩
- 春には、池の南堤周辺の桜が有名である。
- 秋頃には、周辺の山などを含めての紅葉がきれいである。
- 毎年12月には池の水位を下げコイを収穫する鯉揚げと呼ばれる行事が行なわれている[9]。
- 時代劇のロケーション場所としても知られている。